# Último bondi a Finisterre
Último bondi a Finisterre es el noveno álbum de estudio del grupo musical de Argentina Patricio Rey y sus Redonditos de Ricota, lanzado el 18 de noviembre de 1998. La grabación presenta un giro en el tradicional sonido del grupo, con canciones más melódicas, y mayor uso de las posibilidades que brinda el estudio y las computadoras en la confección de una canción de rock. Canciones como «Gualicho», «Las increíbles andanzas del Capitán Buscapina en Cybersiberia», «Pogo», «Estás frito angelito» «Scaramanzia» y «La pequeña novia del carioca» se han convertido en clásicos del grupo musical.

## Historia
El grupo revolucionó su sonido ya que el avance en la técnica de los samplers era muy grande, proponiendo sonidos nuevos. Esto hizo que el Indio Solari quisiera que el nuevo CD estuviera centrado en esos nuevos sonidos. Las letras también cambiaron, centrándose en los avances tecnológicos y la superioridad que presentaba la máquina frente al hombre.

"Nos dimos el gusto de hacer un producto no estándar. Este trabajo del sonido, que parece una novedad, en nuestros demos está hace mucho. Yo ya componía a partir de la computadora y el sampler y después reemplazaba la programación por la banda, pero quedaban muchas texturas por el camino. Ahora decidimos dejar las cosas sin que el pulso rockero de Los Redondos se apoderara de todo el asunto. Y, en realidad, el acto fundacional tiene que ver con Luzbola, que es nuestro estudio propio. La tecnología te permite plagiar, secuestrar sonidos y eso es rico porque amplía el campo posible de la música. Para nosotros, a esta edad sería un castigo tener que estar todos los sábados "chan-chan-chan". Eso ya es trabajar de uno mismo, hacer de clásico."
Indio Solari, 1998

## Arte
Originalmente iba a ser una caja metálica que se abría como una navaja. El relieve que tiene está tomado de la caja del whisky Chivas Regal. El final no es muy alegre porque hay un tipo metido en su realidad virtual mientras alrededor hay una tragedia. Esta es la primera vez que se vio a Los Redonditos de Ricota en la tapa de un disco, aunque en realidad no son ellos sino sus clones digitales.

## Prólogo
Test para el colono virtual - Fragmento

Escena 5
1. No mutar.
2. Mutar cuando sólo es nuevo lo que hemos olvidado.
3. Mutar si Dios es digital.
4. Mutar si se piensa que el nuevo Dios nos va a salir mejor.
5. Mutar porque nos gusta el bondi a Finisterre y porque vale la pena la leyenda del futuro.

## Lista de canciones
Todos las canciones fueron escritas y compuestas por Indio Solari y Skay Beilinson.
1. «Las increíbles andanzas del Capitán Buscapina en Cybersiberia» (4:48)
2. «Estás frito angelito» (4:34)
3. «El árbol del gran bonete» (5:11)
4. «Gualicho» (4:47)
5. «Pogo» (4:45)
6. «Alien duce» (3:15)
7. «La pequeña novia del carioca» (4:50)
8. «Drogocop» (3:03)
9. «Scaramanzia» (5:28)
10. «¡Esto es to-to-todo amigos!» (3:37)

## Videos musicales
- «Las increíbles andanzas del Capitán Buscapina en Cybersiberia» (1999).

## Integrantes
- Tambores: El hijo de Dios (Walter Sidotti).
- Bajo: El guerrero audaz (Semilla Bucciarelli).
- Saxo y teclados: El que guarda y protege (Sergio Dawi).
- Guitarras y artificios: El que gobierna la paz (Skay Beilinson).
- Voz, chapas y artificios: El varón viril y de gran fuerza (Indio Solari).
- Operador de artificios: Hernán Aramberri.
- Violín: Sergio Poli («Scaramanzia»).
- Trompeta: Juan Cruz Urquiza («El árbol del gran bonete», «Gualicho» y «Scaramanzia»).
- Piano: Lito Vitale («La pequeña novia del carioca» y «Drogocop»).
- Gunboat: Eduardo "El niño" Herrera.
- Sanador: Mario "The Healer" Breuer.
- Artilugios: La celestial.
- Postales virtuales: Rocambole.
- Concepto de contenedor: Cybergraph DCA / Grafikar.
- Tecnoforma de prototipo: O. Rojas Fonum.
- Operación cybergráfica: Juan Manuel Moreno / Silvio Reyes.
- Producido por: Patricio Rey Discos.
- Distribuido por: DBN.

## Presentación del álbum
Último bondi a Finisterre se presentó en vivo el Estadio de Racing Club los días 18 y 19 de diciembre de 1998, ante unas 45 mil personas. Este fue el primer concierto en el cual contaron con las presencia de Hernán Aramberri quien se encargaría de los samplers y de la percusión hasta la separación del grupo musical en 2001, también hizo su última aparición como músico invitado el guitarrista Gabriel Jolivet.2
| Lugar                  | Ciudad                          | Fecha                         |
| ---------------------- | ------------------------------- | ----------------------------- |
| Estadio de Racing Club | Avellaneda                      | 18 y 19 de diciembre del 1998 |
| Patinódromo            | Mar del Plata                   | 19 y 20 de junio del 1999     |
| Estadio Monumental     | Ciudad Autónoma de Buenos Aires | 15 y 16 de abril del 2000     |